# Miopsalis mulu
Miopsalis mulu is een hooiwagen uit de familie Stylocellidae. De originele naamcombinatie (protoniem) was Stylocellus mulu Shear, 1993.